# Tim Rutili
Tim Rutili (nacido en 1967 o 1968, según que fuentes) es un músico, cineasta y director cinematográfico americano. Es conocido por ser el fundador de Red Red Meat y Califone, y ser perteneciente a supergrupos como Ugly Casanova y Loftus.

## Carrera musical
Él fue el fundador y letrista de Califone y Red Red Meat. Se le añade a su vez como miembro de la banda de indie rock Ugly Casanova, el cual incluía al cantante de Modest Mouse, Issac Mouse, productor y compañero de este en la banda Red Red Metat, y otros tantos. Es un usual colaborador con Michael Krawssner y  Boxhead Ensemble. Hizo aparición en el disco "Guitar Duets" (Joan de Arc) haciendo un dueto con Jeremy Boyle y haciendo canciones propias de su anterior banda. 

## Vida personal
Rutili nació en Chicago y creció en Addison, Illinois. Tuvo una relación estable con la bajista y colaboradora musical, Glynis Johnson, hasta su fallecimiento a causa de problemas relacionados con el VIH, esto en 1992. Desde entonces, ha estado casado con Angela Bettis.

## Discografía
Friends of Betty
- Blind Faith II

Red Red Meat
- Red Red Meat (Perishable Records, 1992)
- Jimmywine Majestic (Sub Pop Records, 1994)
- Bunny Gets Paid (Sub Pop Records, 1995)
- There's a Star Above the Manger Tonight (Sub Pop Records, 1997)

Loftus (colaboración con Rex) (Perishable Records, 1999)
Califone
- Califone (Flydaddy Records, 1998)
- Califone (Road Cone Records, 2000)
- Roomsound (Perishable Records, 2001)
- Sometimes Good Weather Follows Bad People (Perishable Records / Road Cone Records, 2002)
- Deceleration One (Perishable Records, 2002)
- Quicksand / Cradlesnakes (Thrill Jockey, 2003)
- Deceleration Two (Perishable Records, 2003)
- Heron King Blues (Thrill Jockey, 2004)
- Roots & Crowns (Thrill Jockey, 10 de octubre de 2006)
- All My Friends Are Funeral Singers  (Dead Oceans, 2009)
- 'Stitches' (Dead Oceans, 2013)
- Insect Courage EP (Future Oak 2016)
- Echo Mine (Jealous Butcher Records, 2020)

Ugly Casanova
- Diggin Holes b/w Babys Clean Conscience (Sub Pop Records, 2002)
- Sharpen Your Teeth (Sub Pop Records, 2002)

Tim Rutili & Craig Ross
- Guitars Tuned To Air Conditioners (Jealous Butcher 2016)
- 10 Seconds To Collapse (Jealous Butcher 2018)

Tim Rutili  Arthur King Presents Tim Rutili (Arroyo) Abstractions (Dangerbird 2018)
Boxhead Ensemble
- The Unseen Hand: Music For Documentary Film (Hired Hand 2014)
- Ancient Music (Meno Mosso 2016)
- Here: Chicago Sessions (Hired Hand 2017)

Bandas sonoras y recopilaciones
- Stranger Than Fiction (Original Motion Picture Soundtrack) (Sony Music Soundtrax 2006)
- Brian Reitzell - 30 Days Of Night  (Original Motion Picture Soundtrack) (Ipecac 2007)
- Brian Reitzell - Boss (Original Television Soundtrack) (Lakeshore Records 2013)
- Brian Reitzell - Watch Dogs (Video Game Soundtrack) (Ubisoft/Invada 2014)
- The Hired Hands: A Tribute To Bruce Langhorne (Scissor Tail 2017)

## Músico de sesión
- Modest Mouse - The Moon and Antarctica (Epic, 2000)
- Modest Mouse - Everywhere and His Nasty Parlor Tricks (Epic, 2001)
- Sage Francis - Li(f)e (Anti, 2010)
- Margot & the Nuclear So and So's - Buzzard (Mariel, 2010)[4]
- Anna Ternheim - A Space for Lost Time (2019)